# Karnice Reskie
Karnice Reskie – zlikwidowany przystanek stargardzkiej kolei wąskotorowej w Karnicach, w województwie zachodniopomorskim, w Polsce. Przystanek został zamknięty przed 1959 rokiem.